# Pimoa rongxar
Espèce
Pimoa rongxar est une espèce d'araignées aranéomorphes de la famille des Pimoidae.

## Distribution
Cette espèce est endémique du Tibet en Chine,. Elle se rencontre dans le xian de Dinggyê.

## Description
Le mâle holotype mesure 3,97 mm et la femelle paratype 7,63 mm.

## Étymologie
Son nom d'espèce lui a été donné en référence au lieu de sa découverte, Rongxar.

## Publication originale
- Zhang, Lan, Nie & Li, 2020 : Eight new species of the spider genus Pimoa (Araneae, Pimoidae) from Tibet, China. ZooKeys, no 940, p. 79-10479-104 (texte intégral).